# WrestleMania 22
WrestleMania 22 was een professioneel worstel-pay-per-viewevenement dat georganiseerd werd door de World Wrestling Entertainment. Dit evenement was de 22e editie van WrestleMania en vond plaats in de Allstate Arena in Rosemont (Illinois) op 2 april 2006.

## Matchen
| Nr.                                                                          | Match | Winnaar(s)                    |
| ---------------------------------------------------------------------------- | --- | ----------------------------- |
| 1                                                                            | Big Show & Kane (c) vs. Carlito & Chris Masters in een tag team match voor het World Tag Team Championship                       | Big Show & Kane               |
| 2                                                                            | Finlay vs. Matt Hardy vs. Bobby Lashley vs. Rob Van Dam vs. Shelton Benjamin vs. Ric Flair in een Money in the Bank ladder match | Rob Van Dam                   |
| 3                                                                            | Chris Benoit (c) vs. John "Bradshaw" Layfield (met Jillian Hall) in een een-op-eenmatch voor het WWE United States Championship  | John "Bradshaw" Layfield (nc) |
| 4                                                                            | Mick Foley vs. Edge (met Lita) in een Hardcore match                                                                             | Edge                          |
| 5                                                                            | The Boogeyman vs. Booker T & Sharmell in een Handicap match                                                                      | The Boogeyman                 |
| 6                                                                            | Trish Stratus (c) vs. Mickie James in een een-op-eenmatch voor het WWE Women's Championship                                      | Mickie James (nc)             |
| 7                                                                            | The Undertaker vs. Mark Henry in een Casket match                                                                                | The Undertaker                |
| 8                                                                            | Vince McMahon vs. Shawn Michaels in een No Holds Barred match                                                                    | Shawn Michaels                |
| 9                                                                            | Kurt Angle (c) vs. Rey Mysterio vs. Randy Orton in een Triple Threat match voor het World Heavyweight Championship               | Rey Mysterio (nc)             |
| 10                                                                           | Torrie Wilson vs. Candice Michelle in een Playboy pillow fight match                                                             | Torrie Wilson                 |
| 11                                                                           | John Cena (c) vs. Triple H in een een-op-eenmatch voor het WWE Championship                                                      | John Cena (c)                 |
| (c) huidige kampioen voor en na de match \| (nc) nieuwe kampioen na de match | |                               |